# Libro delle Caverne
Il Libro delle Caverne fa parte di quei testi della religione dell'antico Egitto destinati ad accompagnare il defunto nel suo viaggio nell'aldilà per consentirgli di "vivere" ancora nel mondo ultraterreno.

Si tratta, generalmente, di formule e di racconti incentrati sul viaggio notturno del Dio sole (nelle sue diverse manifestazioni) e della sua lotta con le forze del male (tra cui il serpente Apophis) che tentano, nottetempo, di fermarlo per non farlo risorgere al mattino.
Nel Libro delle Caverne, il mondo dell'aldilà viene rappresentato come una serie di caverne, o di pozzi, attraverso cui, con grande sforzo e correndo grossi pericoli, passa il  Dio sole.

Stralci del libro, si trovano, normalmente, iscritte nella parte alta delle ultime tombe della Valle dei Re, una versione completa si trova nella tomba di Ramses VI.
Il "Libro delle Caverne" è riportato nelle seguenti tombe della Valle dei Re (riportate in ordine cronologico di regno dei "Titolari" -ove noti-):
- Ramses IV, XX Dinastia, tomba KV2;
- Ramses VI (in origine scavata per Ramses V), XX Dinastia, tomba KV9;
- Ramses VII, XX Dinastia, tomba KV1;
- Ramses IX, XX Dinastia, tomba KV6.